# Sibbesgården

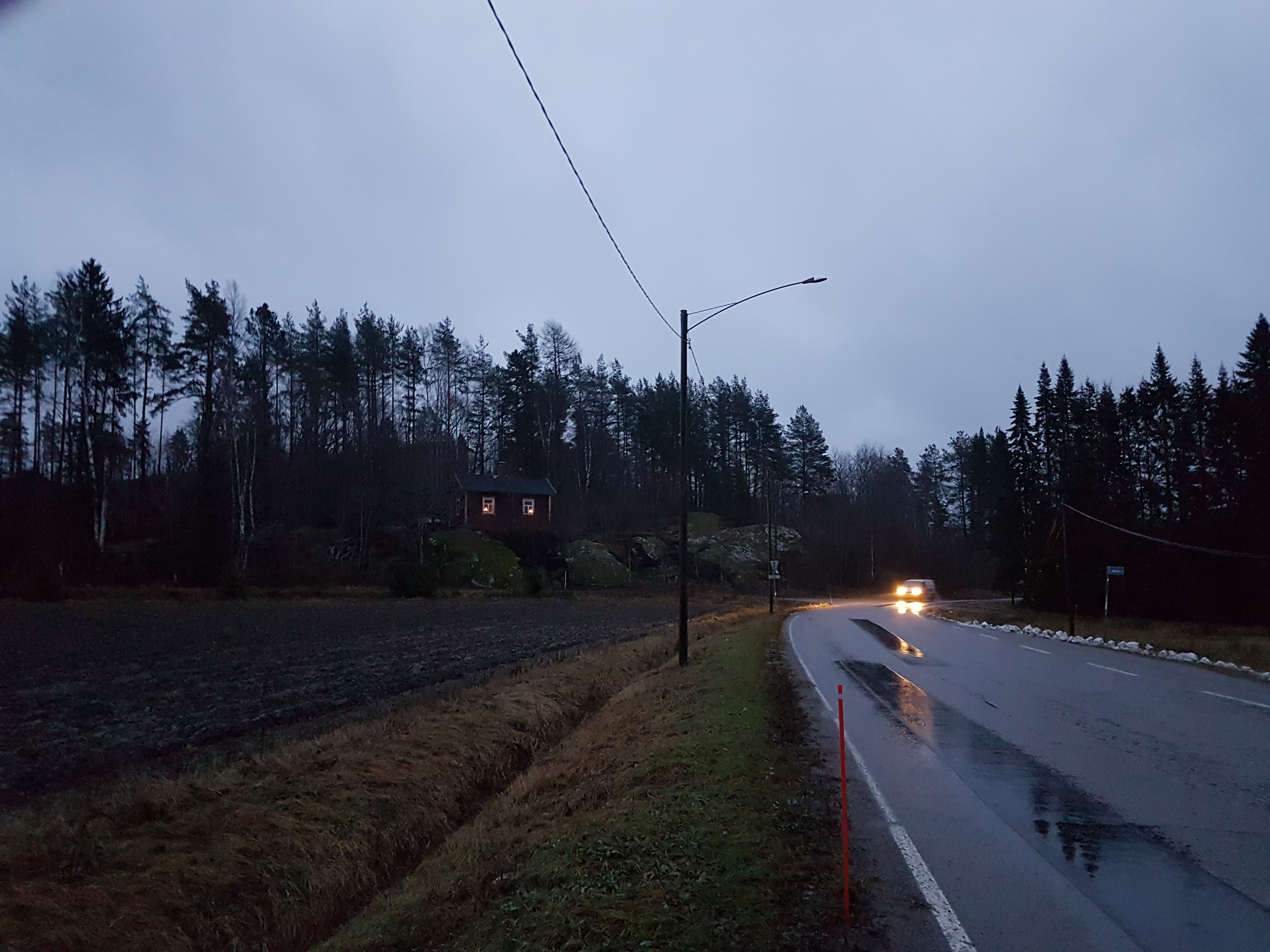
Drängstugan med julljus.

Sibbesgården är ett hembygdsmuseum i Sibbo, Finland, belägen på Lindbäckisbacken i Gesterby, en av de äldsta byarna i kommunen. På gårdstunet finns nio ditflyttade hus, som ursprungligen byggts på 1700- och 1800-talet i olika byar i kommunen. Museet invigdes år 1936 och ägs och upprätthålls av Sibbo hembygdsförening.

## Historia
Sibbo hembygdsforskningsförening köpte år 1935 ett 0,64 ha stort område av Stufas ägare Konrad och Karin Hellén på Lindbäckisbacken i Gesterby i Sibbo socken. Sedan invigningen år 1936 har sammanlagt nio byggnader och samlingar av bruksföremål, stenåldersredskap, vapen och dylikt flyttats till platsen. På platsen finns ännu spår av byns gamla allmänning, där backstugusittare och hantverkare hade sina stugor ända till början av 1900-talet, bland annat i form av rester efter tegelmurar, krus- och vinbärsbuskar.

## Sibbesgårdens byggnader
1. Fram-Martis. Ett gammalt kronohemman från Borgby. Hemmansgården är byggd  1787. Inköpt av hembygdsföreningen 1924 och flyttad till Sibbesgården 1939. I dag muséets huvudbyggnad.
2. Matbacka. Bondgård från Gesterby. Byggnaden uppfördes 1804. Matbacka var en gång den legendariske Nils Dobblares hemgård. Det är den första byggnaden som flyttades till Sibbesgården (1937). Vid flyttningen fick man överta en stor del av den gamla inredningen.
3. Fafasbodan byggdes 1868 och kommer från Käsis hemman i Paipis. Bodarna med sina utbyggda loft, var i regel gårdarnas vackraste ekonomibyggnader. Loftet  tjänstgjorde ofta som sovplats sommartid. I dag plats för utställningen ”Byktvätt i gångna tider”.
4. Donabackarian. Rian var en gång gårdens tröskhus och spannmålstork. Det fanns i regel en ria på varje gård. I dag är de flesta rior rivna. Rian utnyttjas en tid som lokal för de årliga specialutställningarna. Numera har torkrian fått inredning som visar funktionen som torkria, men dessutom finns i utrymmet en utställning om mjölkhushållningen i Sibbo genom tiderna. Här finns också utställd en gammal ekstock från 1400-talet, som upphittats i strandmossen vid Tasträsk.
5. Fägårdslidret kommer från Skogsters i Broböle (Pigby). Där samlades korna för natten efter att ha återförts hem från betesmarken, som ofta kunde ligga långt från hemgården. Det sägs att det är det enda bevarade fägårdslidret i hela Östnyland.
6. Lönnbergs rökbastu från Hangelby har namn efter den ursprungliga ägaren skepparen Viktor Lönnberg, som byggde den på sin backstugutomt  på 1870-1980-talet. Den sägs vara en typisk backstugusittarbastu. Den inköptes av fru Ragnhild Lönnberg 1962 och flyttades till Sibbesgården 1963.
7. Wilenius boda. Bodan eller härbret är från 1764 och har namn efter   garvarmästare Karl Wilenius, som donerade den till Sibbesgården 1938. Bodan från Alkulla i Broböle hade ursprungligen halmtak. I bodan finns nu en utställning om linodling och linets beredning för olika ändamål.
8. Löfmans boda. Inropades på auktion på August och Mina Löfmans back-stuguområde i Gesterby (Langkärrsbacka) och flyttades till Sibbesgården 1963. Bodan torde vara byggd på 1700-talet och är i dag i behov av upprustning.
9. Fransbacka ladan. En gåva från Fransbacka hemman i Hangelby, 2003. Ladan  har rustats upp och tjänstgör i dag som muséets lager och förvaringsutrymme.